# Encrasicholina heteroloba
Encrasicholina heteroloba is een straalvinnige vis uit de familie van ansjovissen (Engraulidae) en behoort derhalve tot de orde van haringachtigen (Clupeiformes). De vis kan een lengte bereiken van 12 centimeter.

## Leefomgeving
Encrasicholina heteroloba is een zoutwatervis. De vis prefereert een tropisch klimaat en heeft zich verspreid over de Grote en Indische Oceaan. De diepteverspreiding is 20 tot 50 meter onder het wateroppervlak.

## Relatie tot de mens
Encrasicholina heteroloba is voor de visserij van beperkt commercieel belang. In de hengelsport wordt er weinig op de vis gejaagd.